# Johann Adam Müller

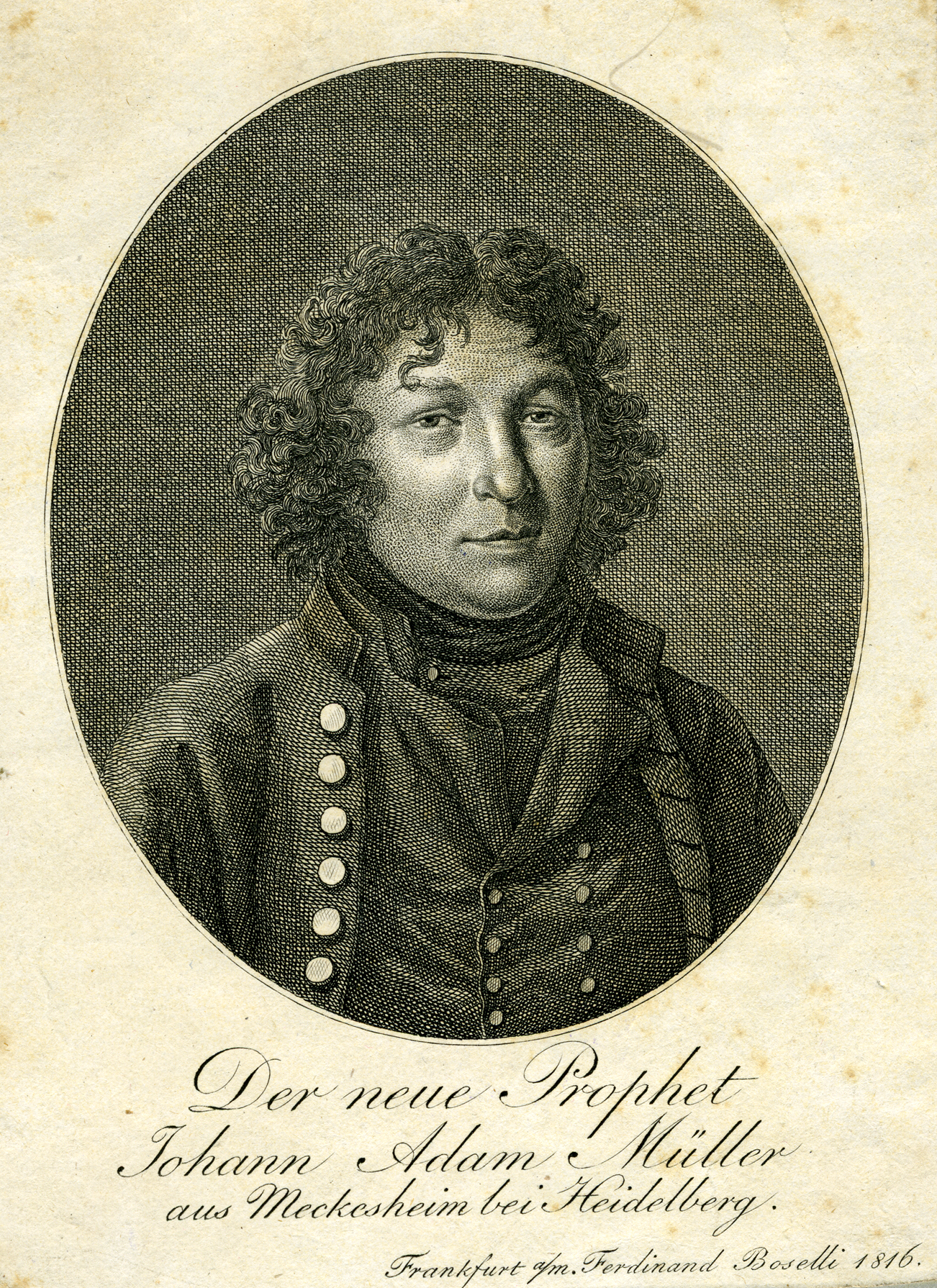
Brustbild des Bauernpropheten Johann Adam Müller (1816)

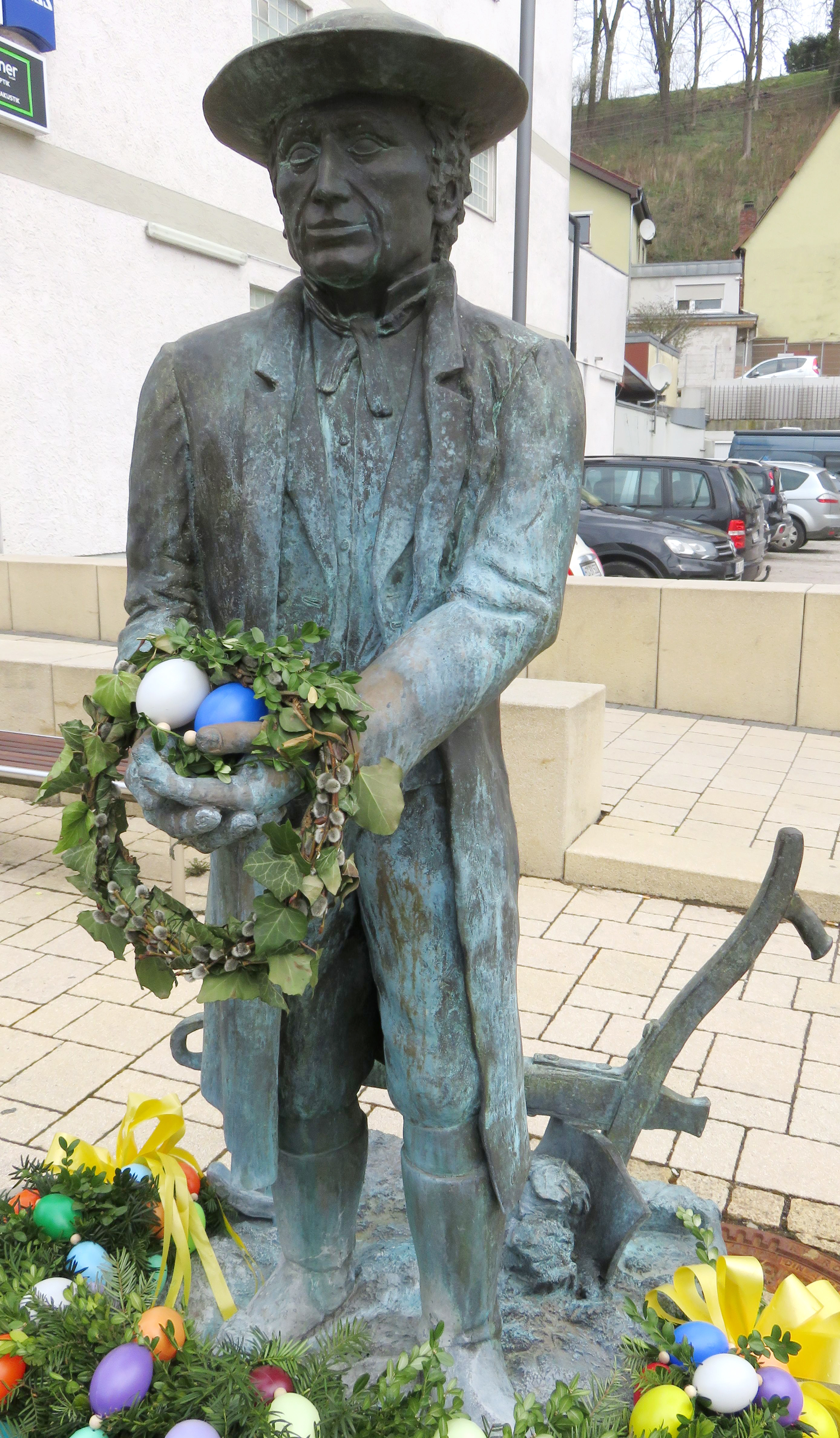
Hannadl-Brunnen in Meckesheim

Johann Adam Müller (* 27. März 1769 in Meckesheim; † 9. Dezember 1832 in Maisbach (Nußloch)) wurde als „Bauernprophet“ bekannt. 
Müller wurde in Meckesheim geboren und kam nach seiner Heirat auf den Maisbacher Hof bei Nußloch, wo er mit seiner Frau und fünf Kindern als Bauer lebte. 1807 suchte er zu Fuß den preußischen König Friedrich Wilhelm III. in Königsberg und Memel (heute Klaipėda) auf, wurde von ihm und Königin Luise empfangen und berichtete ihm von seiner göttlichen Weisung die Jesaja-Kapitel auszulegen. Er prophezeite, dass die Niederlage Napoleons bevorstünde, wenn Russland und Österreich ein Bündnis eingingen. 1813 gewährte ihm der Preußenkönig anlässlich seines Besuches in Heidelberg eine weitere Audienz und bestätigte ihm die Richtigkeit seiner Prophezeiungen hinsichtlich der Niederlage des Kaisers und des Brandes von Moskau.
Die Heidelberger Schriftstellerin Irma von Drygalski hat Müller in ihrem Roman Der Bauernprophet (1928) gewürdigt. Außerdem ist nach Müller seit 1986 der Dorfplatz von Maisbach in Johann-Adam-Müller-Platz umbenannt und in seinem Geburtsort Meckesheim ist ein Brunnen nach ihm gestaltet und benannt.

## Werke
- Der neue Prophet. – Aufgesetzt v. C. R. A. [d. i. J. A. Müller]. 1816 (mind. 6 versch. Ausgaben). 2., verb. Aufl. – Boselli, Frankfurt 1816. Digitalisierte Ausgabe der Universitäts- und Landesbibliothek Düsseldorf
- Eine Weissagung eingegeben von Gott über den Türken- oder Muhamedanischen Krieg. Wie er ein Ende nimmt, wie es mit der ganzen Welt-Begebenheit, so uns alle angeht, und hernach mit der ganzen Menschheit werden wird. Gutmann, Heidelberg 1829.